# Phytomyza redunca
Phytomyza redunca este o specie de muște din genul Phytomyza, familia Agromyzidae, descrisă de Mitsuhiro Sasakawa în anul 2006.
Este endemică în Hong Kong. Conform Catalogue of Life specia Phytomyza redunca nu are subspecii cunoscute.